# 臺灣總督府報

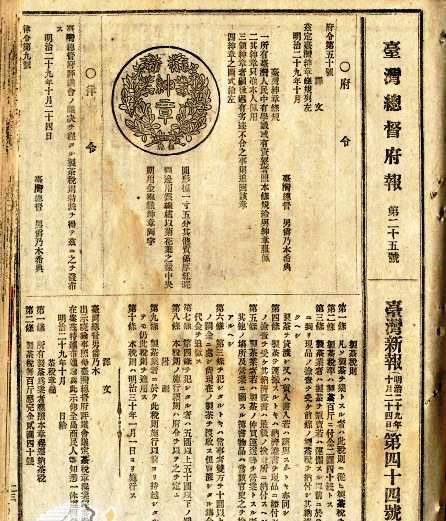
臺灣總督府報-臺灣紳章條規

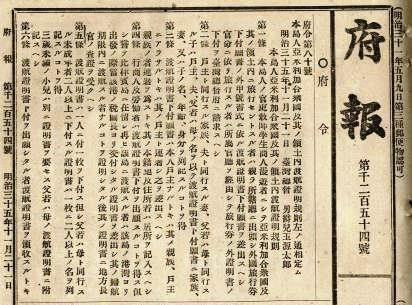
臺灣總督府報-臺灣本島人渡航美國證明規則

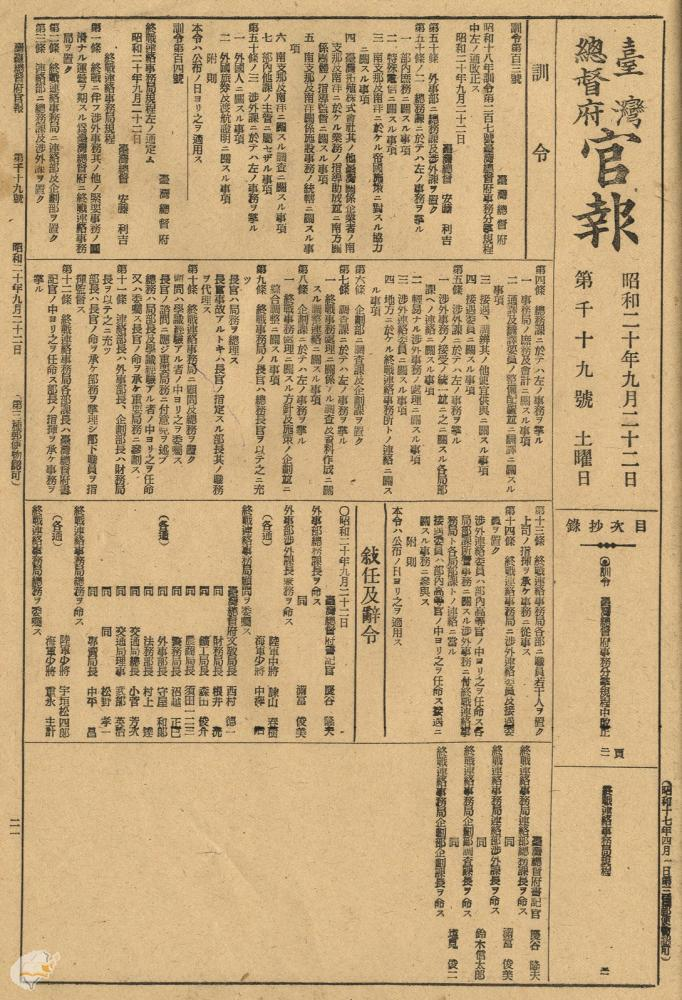
《臺灣總督府官報》終戰聯絡事務局規程

臺灣總督府報是由臺灣總督府官方的刊物，發行期間始自1896年8月起，並在1942年4月改為官報，發行至二戰結束後的1945年10月23日。

## 介紹
日本於1895年6月17日於台北舉行「始政式」，正式宣布在台灣開始施政，此後陸續制定發布行政、司法與軍事命令。因日治初期的抗日事件不斷，初期的各式命令是登載於日本發行的《官報》，並在各部課設置通報主任，在台灣於各處貼示公布。臺灣總督府後來認為只登載在《官報》上實有不足之處，決定發行《臺灣新報》，做為半官方的刊物，於其上同時以附錄登載台灣總督府的命令等公告。1896年8月20日，《台灣總督府報》創刊發行。《臺灣日報》於1897年5月發行後，台灣總督府發布的命令亦刊載於其上。1898年5月，隨著《臺灣新報》與《臺灣日報》合併為《臺灣日日新報》，臺灣總督府報亦於《臺灣日日新報》刊登。1900年1月10日，台灣總督府府報改由台灣總督府發行的形式，准許台灣日日新報社發售，並將刊物標題改為「府報」，於1901年11月11日改由臺灣總督府總督官房文書科編輯。
1942年3月19日，台灣總督府府報改為《臺灣總督府官報》，但仍由台灣日日新報社印刷及發售。直到1944年4月1日，為了加強經濟統制，台灣的六家報社合併為台灣新報社，改由其印刷和發售《臺灣總督府官報》。當時的臺灣總督府圖書館存有所有的台灣總督府府報和官報，在二戰時為了避免遭受空襲波及，一部分館藏已遷至新店與中和疏開，而台灣總督府圖書館仍在5月13日的空襲中遭受波及，未疏散的府報與官報被燒毀。1945年8月14日，日本戰敗後，台灣總督府仍繼續發行《臺灣總督府官報》，以同年10月23日的官報為最後一號。

## 內容
台灣總督府府報的內容包含了轉載日本中央政府內閣《官報》中與台灣有關的事項，和由台灣總督府發布的事項。

## 其他官方刊物
在台灣日治時期除了中央發行刊物外，地方政府如各縣、廳、州、市亦有發行各自的報物以刊登其公告。

## 外部連結
- 國家發展委員會檔案管理局查詢平台 （页面存档备份，存于）
- 臺灣總督府府報資料庫 （页面存档备份，存于）